# 草莓王子
草莓王子（日语：すとろべりーぷりんす）是日本知名的网络艺人团体，主要在YouTube等平台发布视频、进行网络直播，同时也涉足音乐制作和举办演唱会等多元领域，在网络上拥有广泛的影响力。

## 成員資料
| 草莓王子成員列表 | 草莓王子成員列表 | 草莓王子成員列表 | 草莓王子成員列表 | 草莓王子成員列表 |
| 姓名             | 日文             | 出生日期         | 代表顔色         | 備註             |
| 現任成員         | 現任成員         | 現任成員         | 現任成員         | 現任成員         |
| ---------------- | ---------------- | ---------------- | ---------------- | ---------------- |
| satomi           | さとみ           | 1993年2月24日    | 粉红色           |                  |
| colon            | ころん           | 1996年5月29日    | 蓝色             |                  |
| root             | るぅと           | 1998年10月25日   | 黄色             |                  |
| rinu             | 莉犬             | 1998年5月24日    | 赤色             |                  |
| nanamori         | ななもり。       | 1995年6月23日    | 紫色             | [ 註 1 ]         |
| jel              | ジェル           | 1996年7月28日    | 橘色             | [ 註 2 ]         |

## 簡歷
该团体成立于2016年6月，由领导者ななもり发起。
该团体主要在TwitCasting和YouTube上活跃于唱歌影片，网络直播和的舞台演唱会等活动。除了特定场景，各成员均用插画角色的形式来表现。根据领导者ななもり。的发言，其成员并没有在演唱会外露脸的计划。。
2020年8月27日在其YouTube官方频道播出的「Strawberry Memory in Sutopuri Channel Vol.2!!」发表了其所属于株式会社STPR。
2020年11月23日、为纪念勤劳感谢之日，其对听众的感谢信在朝日新聞、読売新聞、北海道新聞、中日新聞、西日本新聞、琉球新報发表。

## 歌單
2019年
すとろべりーすたーと
すとろべりーらぶっ!
2020年
Streamer
すとろべりーねくすとっ!
Strawberry Nightmare
大宇宙ランデブー
すとろべりーはろうぃんないと
パレードはここさ
マブシガリヤ
Strawberry Prince
苺色夏花火
スキスキ星人
クリスマスの魔法
2021年
Mr. Music
リスクテイカー
プロポーズ
シンドロームラブ
ナミダメ
STAY PROUD
ステレオパレード
パレードへおかえり
召しませトリックナイト
START
千本桜
気分上々↑↑
ホワイトプロミス
2022年
青春チョコレート
Blessing
2023年
Accelerate

## 出演

### 广播节目
- すとぷりMonday（2019年4月1日 - 9月23日、日本放送[5]）
- すとぷりのStop Listen!（2019年10月1日 - 、日本放送)